# Годеок
Годеок, Гудехок (Godeoc, Codeoc, Gudehoc, Guedoc; * ок. 425; † ок. 490) e петият крал на лангобардите. Царува по времето на остготския крал Одоакър (476- 493).

## Управление
Наследява баща си крал Хилдеок (Hildeoc) на трона в областта Бохемия и Моравия. Лангобардите по това време са отчасти вече ариани.
Годеок води своя народ в Норик – Долна Австрия, където са били ругите, чието царство е вече унищожено от краля на Италия Одоакър, който убива техния крал Фелетеус (Фева). Крал Годеок убива краля на ругите Теване.
Лангобардите от сега са исторически доказуеми. Наследник е синът му Клафо († ок. 500).